# Enrico II di Cipro
Enrico II di Cipro, noto anche come Enrico II di Gerusalemme o Enrico II di Lusignano (1271 – 31 agosto 1324), fu re di Cipro e di Gerusalemme, terzo esponente della dinastia degli Antiochia-Lusignano, che avrebbe governato su Cipro fino al 1489.

## Biografia

### Infanzia

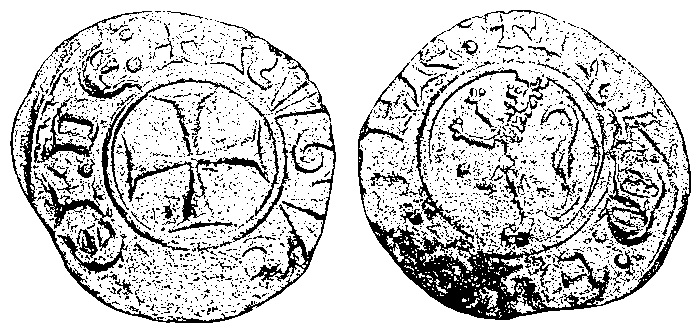
Denaro di Ugo III di Cipro che, al rovescio, presenta un leone. L'iscrizione afferma: HUGUE REI DE IRLM E D CHPR (Ugo, re di Gerusalemme e Cipro)

Secondo Les familles d'outre-mer, Enrico era il figlio maschio terzogenito del re di Cipro (Ugo III) e di Gerusalemme (Ugo I), Ugo di Poitiers e della moglie, Isabella d'Ibelin, che sempre secondo Les familles d'outre-mer, era figlia di Guido d'Ibelin, maresciallo e connestabile del Regno di Cipro, e della moglie, Filippa Barlais, figlia di Amalrico Barlais e della moglie, Agnese di Margat, figlia di Bertrando, signore di Margat.

Ugo III di Cipro era figlio di Enrico d'Antiochia, fratello del Principe d'Antiochia e Conte di Tripoli Boemondo V d'Antiochia, figlio del Principe d'Antiochia e Conte di Tripoli Boemondo IV d'Antiochia e della moglie, Plaisance di Gibelletto, come ci conferma il Recueil des historiens des croisades. Historiens occidentaux. Tome second e della moglie, Isabella di Lusignano, che, sia secondo Les familles d'outre-mer, che il Recueil des historiens des croisades. Historiens occidentaux. Tome second, era la figlia secondogenita del secondo re di Cipro della dinastia dei Lusignano, Ugo I e di Alice di Champagne, che, ancora secondo il Recueil des historiens des croisades. Historiens occidentaux. Tome second, era la figlia secondogenita della regina di Gerusalemme, Isabella di Gerusalemme e del suo terzo marito, il conte di Champagne, Enrico II, che, secondo la Chronica Albrici Monachi Trium Fontium, Enrico era il figlio maschio primogenito del Conte di Champagne (conte di Troyes e conte di Meaux) e di Brie, Enrico I il Liberale e di Maria di Francia, che, sia secondo il cronista e monaco benedettino inglese, Matteo di Parigi, che secondo la Chronica Albrici Monachi Trium Fontium, Maria era la figlia primogenita di Luigi VII, detto il Giovane, re di Francia, e della duchessa d'Aquitania e Guascogna e contessa di Poitiers, Eleonora d'Aquitania, che, ancora secondo la Chronica Albrici Monachi Trium Fontium, era la figlia primogenita del duca di Aquitania, duca di Guascogna e conte di Poitiers, Guglielmo X il Tolosano e della sua prima moglie, Aénor di Châtellerault († dopo il 1130), figlia del visconte Americo I di Châtellerault e della Maubergeon, che al momento della sua nascita era l'amante di suo nonno Guglielmo IX il Trovatore.
Suo padre Ugo, estintasi la linea diretta dei Lusignano, nel 1267, era stato eletto re di Cipro (Ugo III), ed incoronato il 25 dicembre di quello stesso anno, che aggiunse al suo cognome quello dei Lusignano, dando inizio al ramo collaterale degli Antiochia.
Nel 1268, dopo la morte del re di Gerusalemme, Corradino di Svevia, fatto decapitare a Napoli da Carlo I d'Angiò, suo padre, Ugo era stato eletto re di Gerusalemme ed incoronato re Ugo I, nel 1269, il 24 settembre, a Tiro.

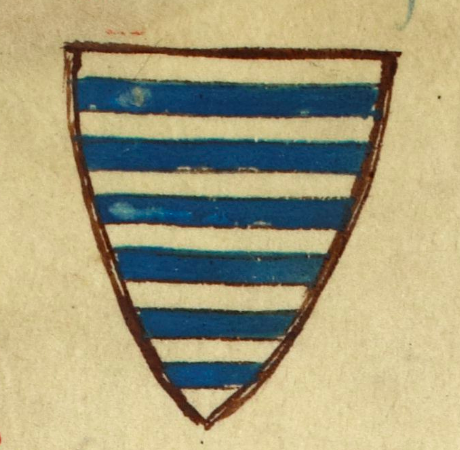
Lo stemma dei Lusignano nellHistoria anglorum

La sovranità sul regno di Gerusalemme era stata duramente contestata da Carlo I d'Angiò che la reclamava per sé, in quanto successore di Corradino.
Nell'agosto del 1283, Enrico coi suoi due fratelli maggiori, Giovanni e Boemondo, accompagnò il padre, Ugo, prima a Beirut e poi, via mare, a Tiro, mentre la carovana che si spostò via terra fu attaccata dai saraceni, e subì alcune perdite.
Nel mese di marzo del 1284, suo padre, Ugo morì, e, secondo la Chroniques d'Amadi et de Strambaldi. T. 1, il corpo di suo padre, Ugo, assieme a quello di suo fratello secondogenito, Boemondo, fu trasferito a Nicosia, dove fu sepolto nella chiesa di Santa Sofia.
Suo fratello, Giovanni succedette al padre, nei suoi titoli, e, in quello stesso mese di marzo, fu incoronato re di Cipro, come Giovanni I; secondo Les familles d'outre-mer, Giovanni non fu mai incoronato re di Gerusalemme.

### Ascesa al regno

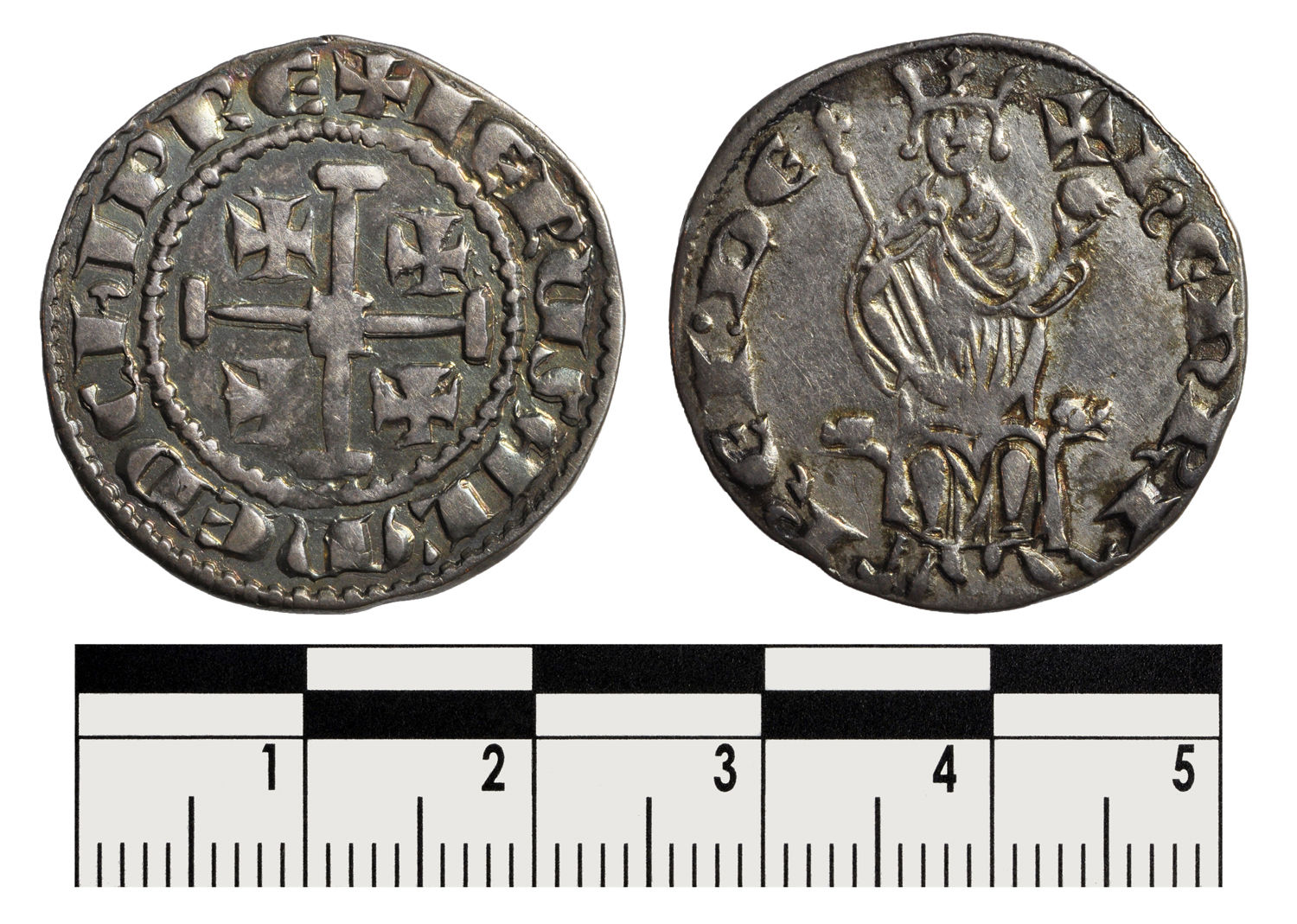
Denaro di Enrico II di Cipro e Gerusalemme

Il regno di Giovanni I fu breve e di scarsa importanza (la Histoire de l'île de Chypre sous le règne des princes de la maison de Lusignan. 3, nella pagina dedicata a Giovanni non presenta alcun documento): morì infatti, dopo circa un anno di regno, il 20 maggio 1285 e, secondo Les familles d'outre-mer, Giovanni venne sepolto a Nicosia nella chiesa di San Demetrio, o secondo altri, in quella dedicata a Santa Sofia; in entrambi i titoli, gli succedette Enrico, che fu incoronato re di Cipro come Enrico II.
Ancora secondo Les familles d'outre-mer, è molto probabile che Giovanni fu avvelenato in una congiura guidata proprio dal suo successore Enrico e dagli altri fratelli.
Enrico gli succedette in entrambi i titoli e fu incoronato re di Cipro come Enrico II, e, il 15 agosto del 1286, Enrico fu incoronato a Tiro.
Il primo documento, relativo ad Enrico II è una donazione alla chiesa Santa Sofia di Nicosia, in suffragio dell'anima di suo zio (fratello della madre), Baldovino d'Ibelin, connestabile del regno di Cipro, subito dopo la sua morte, come da documento de la Histoire de l'île de Chypre sous le règne des princes de la maison de Lusignan. 3.

### Caduta di Acri

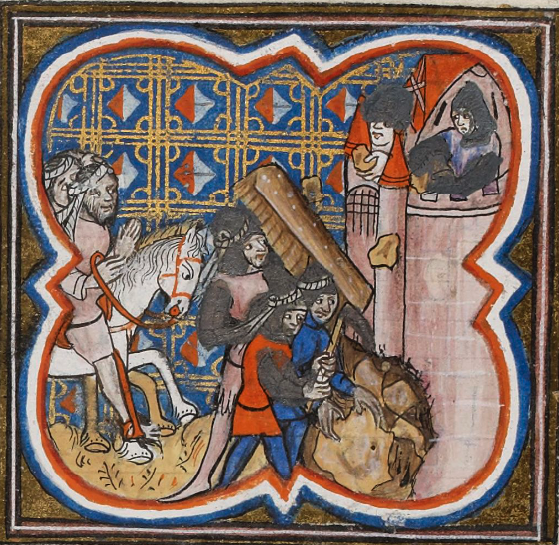
L'assedio di Acri in una miniatura di un artista francese del 1400

Di salute cagionevole e privo di ogni iniziativa, il giovane monarca fu sempre in balia delle fazioni di corte e fu scarsamente presente in politica interna ed estera. L'esempio più vistoso fu in occasione della caduta della capitale del Regno di Gerusalemme, conclusa con l'assedio di San Giovanni d'Acri, dal 5 aprile al 18 maggio 1291, ad opera del sultano dei Mamelucchi di Egitto, Al-Ashraf-Kalil. Questi, in seguito al massacro di alcuni mercanti musulmani di Acri, perpetrato da alcuni pellegrini incitati da vescovi e predicatori, decise di muovere guerra all'ultimo baluardo del dominio crociato in Oriente. Il sultano dunque si presentò, il 5 aprile 1291, con 160.000 fanti e 60.000 cavalieri davanti alle mura della città, la cui guarnigione, comandata dal fratello del re cipriota, il principe Amalrico II di Tiro, era composta da 14.000 fanti, 700 cavalieri e 1300 sergenti appiedati. I musulmani appostarono quattro enormi macchine d'assedio a tre dei quattro lati delle mura cittadine, difese, sul lato nord, da Templari e Ospitalieri, su quello sud-occidentale dai Cavalieri teutonici, insieme a soldati francesi e inglesi, e su quello orientale da cavalieri siriani e ciprioti.
Le macchine d'assedio nemiche iniziarono a bombardare le mura della città con enormi massi, finché, il 15 aprile, il Maestro del Tempio, Guglielmo di Beaujeu, tentò una sortita notturna contro il campo nemico, ma la reazione musulmana fu talmente rapida che dovette precipitosamente tornare in città. In qualità di re di Gerusalemme, Enrico II si mise in viaggio per la città assediata, sbarcandovi il 4 maggio, con un contingente di 500 fanti e 200 cavalieri, tentando di risolvere la questione in maniera diplomatica.
Inviò pertanto degli ambasciatori al sultano Al-Ashraf, che però li rimandò indietro; allora il sovrano crociato preferì rientrare a Cipro, lasciando comunque i suoi uomini sul posto per rafforzare la guarnigione. Purtroppo questa mossa non bastò: il 15 maggio crollò la Torre Nuova, e anche se i crociati riuscirono a colmare di detriti il varco creatosi, tre giorni dopo le truppe mamelucche riuscirono in seguito ad un assalto, durante il quale morì lo stesso Beaujeu, a penetrare in città attraverso Porta Sant'Antonio.
Il loro arrivo scatenò il panico tra gli abitanti, che si diedero alla fuga verso il porto, sperandosi di potersi imbarcare per Cipro, ma molti battelli, stracarichi di persone, affondarono. Fu in questo modo che morì anche il patriarca latino di Gerusalemme, Nicola di Hannappes. Un gruppo di irriducibili, guidati dal maresciallo dei Templari Pietro de Sevrey, riuscì tuttavia a resistere ancora 10 giorni presso la cupola di Acri, finché, il 28 maggio, furono completamente sterminati.
Questi avvenimenti si trovano nelle pagine de la Chroniques d'Amadi et de Strambaldi. T. 1.

### Espulsione dei Crociati dalla Palestina

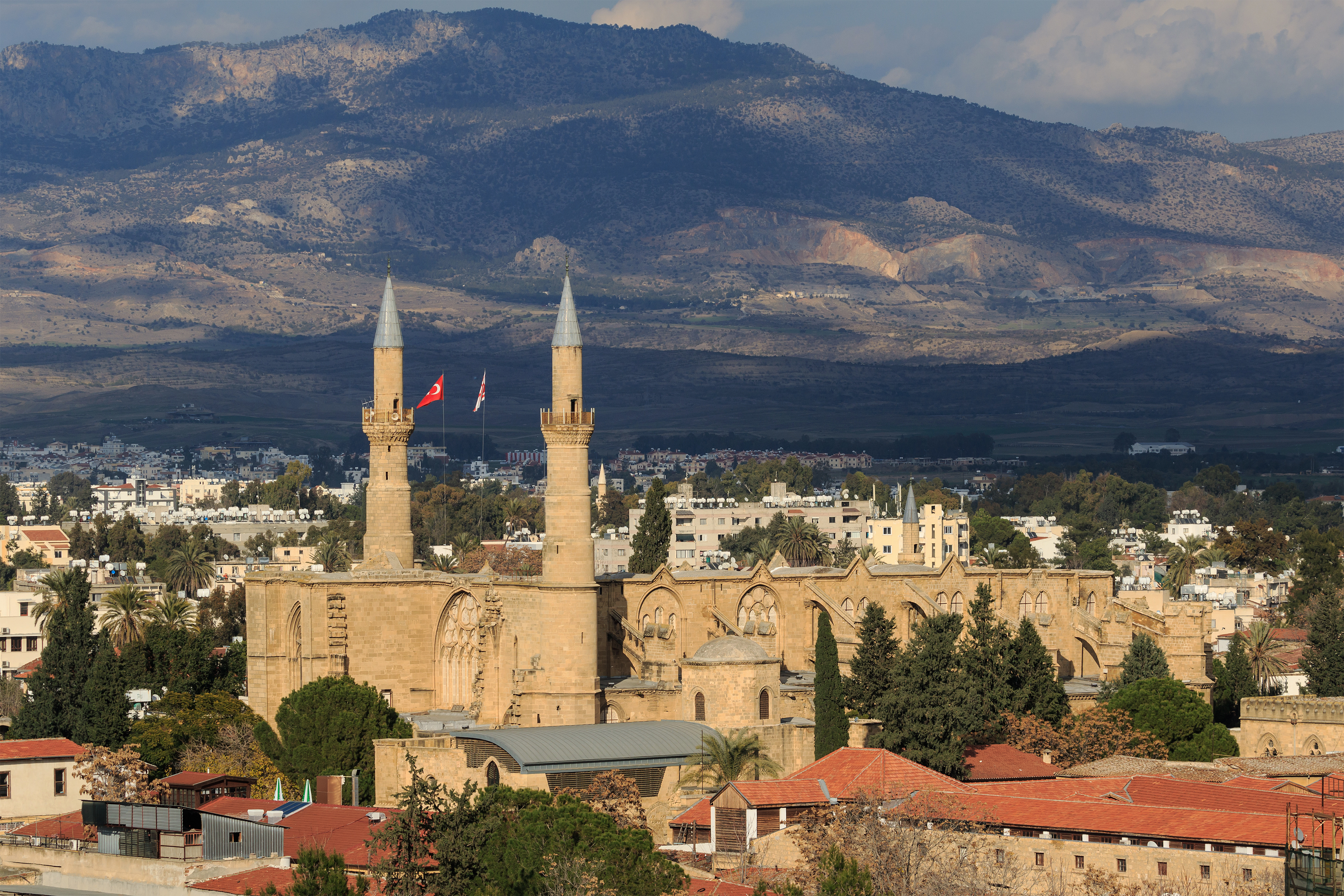
La Cattedrale di Santa Sofia
(dal XVI secolo moschea Selimiye)
Nicosia, Cipro.

La caduta della città di Acri fu una perdita gravissima per i crociati, che videro progressivamente sottrarsi tutte le piazzeforti rimaste in Siria: Tiro, Sidone, Beirut, Tortosa. L'ultimo baluardo cristiano a cadere fu l'isoletta di Ruad, difesa dai Templari, che capitolarono solo nei primi anni del Trecento. Tuttavia i Lusignano, nonostante la scomparsa del Regno crociato, mantennero formalmente il titolo di re di Gerusalemme fino all'estinzione della dinastia, quando passò, per via matrimoniale, ai duchi di Savoia, poi Re di Sardegna e infine Re d'Italia.
Tra il 1298 ed il 1300 vi fu l'attacco di Ghazan Khan, sovrano dell'Ilkhanato mongolo (nel moderno Iran) contro i Mamelucchi d'Egitto, che portò ad una effimera alleanza con il regno di Cipro ed un intervento dei Crociati in Palestina, che si concluse con il ritorno a Cipro, dopo la ritirata dei mongoli. 

La perdita del regno di Gerusalemme indebolì gravemente il prestigio di Enrico II, il quale, accusato di non averla saputa difendere adeguatamente, nel 1306 fu spodestato dal fratello Amalrico II di Tiro, che si proclamò governatore di Cipro, che mantenne il potere per circa quattro anni; la congiura e la successiva presa del potere di Amalrico II è descritta dalla Chroniques d'Amadi et de Strambaldi. T. 1.
Gli avvenimenti che si susseguirono a Cipro: l'allontanamento e l'esilio dei cavalieri fedeli al re Enrico II, la custodia nel suo palazzo e poi la prigionia del re ed infine il suo esilio, nel 1310, presso il re della Cilicia armena, Oscin d'Armenia, cognato di Amalrico II, sono narrati dalla Chroniques d'Amadi et de Strambaldi. T. 1.
Nel 1310, il 5 giugno, suo fratello, Amalrico II, venne assassinato in casa sua da un conoscente, Simone di Montolif.
Dopo la morte di Amalrico II, vi furono circa due mesi di trattative, tra i partigiani di Enrico e coloro che erano rimasti fedeli alla vedova di suo fratello, Isabella d'Armenia e Tiro, con l'intervento della regina madre, Isabella d'Ibelin; nel mese di agosto, la vedova del fratello coi suoi figli si recarono in Cilicia, chiesero perdono e restituirono la corona ed i sigilli reali ad Enrico II, che rientrò nel suo regno, arrivando il 27 agosto a Famagosta, dove fu accolto trionfalmente dalla popolazione, e a Nicosia il 10 settembre.

### Matrimonio
Per rafforzare la sua posizione, sposò, il 16 ottobre 1317 la principessa aragonese Costanza, figlia del re di Sicilia o Re di Trinacria, Federico III d'Aragona, nella cattedrale di Santa Sofia a Nicosia.

### Ultimi anni e morte
Da allora Enrico II regnò per altri sette anni, e morì, a 43 anni, nella notte tra il 30 ed il 31 marzo 1324, mentre si trovava in un casale nelle vicinanze di Nicosia, per andare a caccia col falcone, e fu tumulato nella chiesa di San Francesco di Nicosia, dove fu raggiunto dalla madre, due mesi dopo.

Non avendo avuto figli, sul trono salì il nipote, figlio di suo fratello Guido, Ugo, come Ugo IV, che regnò per ben 34 anni.

## Curiosità
Enrico II (Arrigo II) è citato alla fine del XIX Canto del Paradiso nella Divina Commedia di Dante.

## Ascendenza
|                       |                    |                              | Genitori                 |  |  | Nonni |  |  | Bisnonni                |  |  | Trisnonni                |  |
|                       |                    |                              |                          |  |  |       |  |  | Boemondo IV d'Antiochia |  |  | Boemondo III d'Antiochia |  |
|                       |                    |                              |                          |  |  |       |  |  | Boemondo IV d'Antiochia |  |  | Boemondo III d'Antiochia |  |
|                       |                    | Orgueilleuse d'Harenc        |                          |  |  |       |  |  | Boemondo IV d'Antiochia |  |  |                          |  |
| Enrico d'Antiochia    |                    |                              |                          |  |  |       |  |  | Boemondo IV d'Antiochia |  |  |                          |  |
|                       |                    | Piacenza Embriaco de Gibelet | Ugo III Embriaco         |  |  |       |  |  |                         |  |  |                          |  |
|                       |                    | Piacenza Embriaco de Gibelet | Ugo III Embriaco         |  |  |       |  |  |                         |  |  |                          |  |
|                       |                    | Piacenza Embriaco de Gibelet | Stefania di Milly        |  |  |       |  |  |                         |  |  |                          |  |
| Ugo III di Cipro      |                    | Piacenza Embriaco de Gibelet |                          |  |  |       |  |  |                         |  |  |                          |  |
|                       |                    | Ugo I di Cipro               | Amalrico II di Lusignano |  |  |       |  |  |                         |  |  |                          |  |
|                       |                    | Ugo I di Cipro               | Amalrico II di Lusignano |  |  |       |  |  |                         |  |  |                          |  |
|                       |                    | Ugo I di Cipro               | Eschiva di Ibelin        |  |  |       |  |  |                         |  |  |                          |  |
| Isabella di Lusignano |                    | Ugo I di Cipro               |                          |  |  |       |  |  |                         |  |  |                          |  |
|                       |                    | Alice di Champagne           | Enrico II di Champagne   |  |  |       |  |  |                         |  |  |                          |  |
|                       |                    | Alice di Champagne           | Enrico II di Champagne   |  |  |       |  |  |                         |  |  |                          |  |
|                       |                    | Alice di Champagne           | Isabella di Gerusalemme  |  |  |       |  |  |                         |  |  |                          |  |
| Enrico II di Cipro    |                    | Alice di Champagne           |                          |  |  |       |  |  |                         |  |  |                          |  |
|                       | Giovanni di Ibelin | Baliano di Ibelin            |                          |  |  |       |  |  |                         |  |  |                          |  |
|                       | Giovanni di Ibelin | Baliano di Ibelin            |                          |  |  |       |  |  |                         |  |  |                          |  |
|                       | Giovanni di Ibelin | Maria Comnena                |                          |  |  |       |  |  |                         |  |  |                          |  |
| Guido d'Ibelin        | Giovanni di Ibelin |                              |                          |  |  |       |  |  |                         |  |  |                          |  |
|                       |                    | Melisenda d'Arsur            | Guido d'Arsur            |  |  |       |  |  |                         |  |  |                          |  |
|                       |                    | Melisenda d'Arsur            | Guido d'Arsur            |  |  |       |  |  |                         |  |  |                          |  |
|                       |                    | Melisenda d'Arsur            | …                        |  |  |       |  |  |                         |  |  |                          |  |
| Isabella d'Ibelin     |                    | Melisenda d'Arsur            |                          |  |  |       |  |  |                         |  |  |                          |  |
|                       |                    | Amalrico Barlais             | …                        |  |  |       |  |  |                         |  |  |                          |  |
|                       |                    | Amalrico Barlais             | …                        |  |  |       |  |  |                         |  |  |                          |  |
|                       |                    | Amalrico Barlais             | …                        |  |  |       |  |  |                         |  |  |                          |  |
| Filippa Barlais       |                    | Amalrico Barlais             |                          |  |  |       |  |  |                         |  |  |                          |  |
|                       |                    | Agnese di Margat             | Bertrando di Margat      |  |  |       |  |  |                         |  |  |                          |  |
|                       |                    | Agnese di Margat             | Bertrando di Margat      |  |  |       |  |  |                         |  |  |                          |  |
|                       |                    | Agnese di Margat             | Bermonda Brisebarre      |  |  |       |  |  |                         |  |  |                          |  |
|                       |                    | Agnese di Margat             |                          |  |  |       |  |  |                         |  |  |                          |  |

### Fonti primarie
- (LA)  Monumenta Germaniae Historica, Scriptores, tomus XXIII.
- (LA)  Histoire de l'île de Chypre sous le règne des princes de la maison de Lusignan, volume 3.
- (LA)  Matthæi Parisiensis, monachi Sancti Albani, Chronica majora, vol II.
- (FR)  Recueil des historiens des croisades. Historiens occidentaux. Tome second.
- (IT)  Chroniques d'Amadi et de Strambaldi. T. 1.

### Letteratura storiografica
- (FR)  Les familles d'outre-mer.
- (EN) Ulwencreutz's The Royal Families in Europe V